# Grover Cleveland

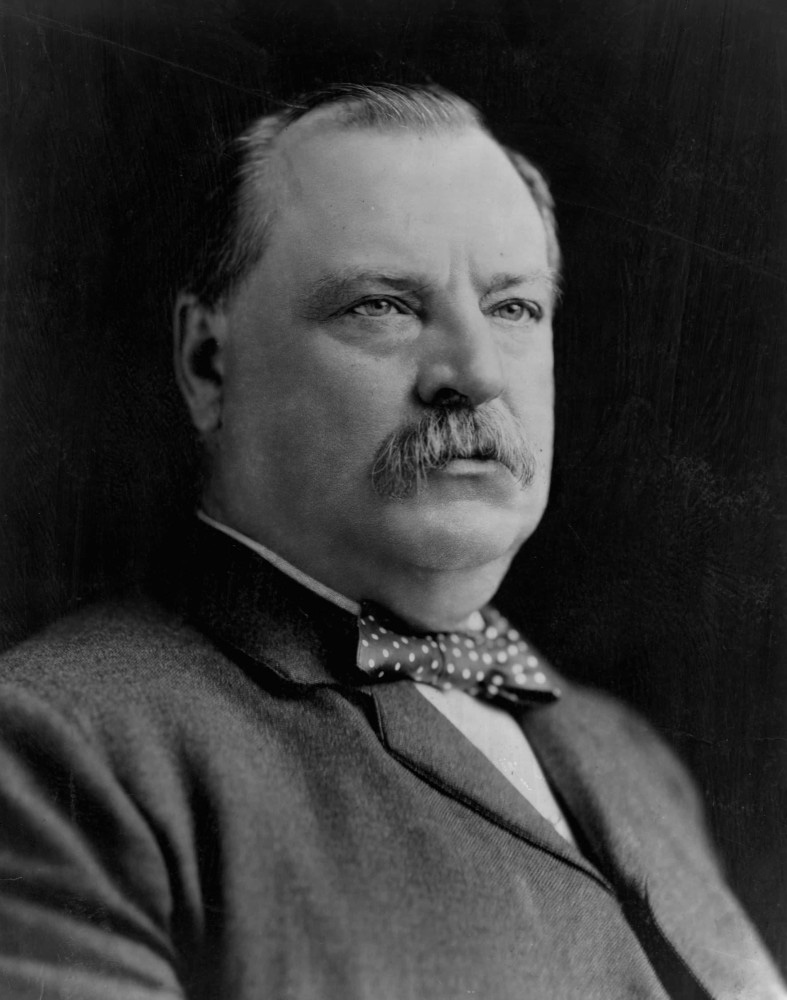
Porträtfoto von 1892, kurz vor seinem Erfolg bei der Präsidentschaftswahl 1892

Stephen Grover Cleveland (* 18. März 1837 in Caldwell, New Jersey; † 24. Juni 1908 in Princeton, New Jersey) war ein US-amerikanischer Politiker, der als 22. und 24. Präsident der Vereinigten Staaten amtierte – das erste Mal vom 4. März 1885 bis zum 4. März 1889, das zweite Mal vom 4. März 1893 bis zum 4. März 1897.
Cleveland stammte aus eher bescheidenen Verhältnissen; sein Vater war Prediger in der Presbyterianischen Kirche. Wegen fehlender Mittel und weil er nach dem Tod des Vaters für die Familie sorgen musste, blieb ihm ein Studium verwehrt. Nach einer kurzzeitigen Beschäftigung als Lehrer in einer Blindenschule in New York City verließ Cleveland 1855 auf der Suche nach einer beruflichen Zukunft die Mutter und jüngste Schwester im Oneida County, New York, und begann schließlich unter der Protektion eines Onkels eine Anwaltslehre in Buffalo. Nach der Zulassung vor Gericht 1859 schlug er bald für die Demokratische Partei eine Ämterlaufbahn im Erie County ein und wurde unter anderem Stellvertreter des District Attorney. Von der Einberufung in die Unionstruppen während Sezessionskriegs konnte er sich über die Gestellung eines Ersatzmanns freikaufen. Nach dem Bürgerkrieg gründete Cleveland eine Anwaltskanzlei mit Isaac V. Vanderpoel. 
Trotz des schnell eintretenden geschäftlichen Erfolgs strebte Cleveland weiterhin öffentliche Ämter an und wurde 1870 zum Sheriff des Erie County gewählt. Nach seiner Amtszeit gründete er mit seinem späteren Postminister Wilson S. Bissell eine neue Kanzlei. Zu dieser Zeit erreichte die Politikverdrossenheit wegen der weit verbreiteten Korruption in den Parteien und der öffentlichen Verwaltung, für die sinnbildlich „politische Maschinen“ wie Tammany Hall und das Spoils System („Beutesystem“) standen, ihren Höhepunkt. Weil Cleveland als integer galt und sich als Anwalt und Sherrif nicht nur in Buffalo Respekt erworben hatte, wurde er 1881 erfolgreich für die Wahl zum Bürgermeister aufgestellt. Durch sein konsequentes Vorgehen gegen Korruption in der Verwaltung und gegen das „Beutesystem“ in Buffalo wurde die Führung der New Yorker Demokraten auf ihn aufmerksam und nominierte Cleveland 1882 für die Wahl zum Gouverneur von New York. Auch hier setzte er seine Reformpolitik fort, machte sich einen Ruf als „Veto-Gouverneur“ und scheute nicht den parteiinternen Konflikt mit Tammany Hall. Als der „große Reformer“ Samuel J. Tilden eine Kandidatur endgültig ausgeschlossen hatte, wurde Cleveland schließlich im Juli 1884 Präsidentschaftskandidat der Demokraten. Mit seinem Sieg gegen James G. Blaine in einem der schmutzigsten Wahlkämpfe der Geschichte der Vereinigten Staaten – Cleveland wurde in einer Schmähkampagne eine uneheliche Vaterschaft unterstellt – beendete er die jahrzehntelange Herrschaft der Republikaner über das Weiße Haus und wurde erster gewählter Präsident der Demokraten seit James Buchanans Amtsantritt 1857.
Bei der Präsidentschaftswahl 1888 unterlag Cleveland Benjamin Harrison; vier Jahre später konnte er das Ergebnis umdrehen. Mit seinem Sieg 1892 wurde Cleveland der erste, und bis zur zweiten Amtseinführung Donald Trumps im Januar 2025, einzige Präsident der Vereinigten Staaten, dessen Amtszeiten nicht direkt aufeinander folgten. Eigene Gesetzesinitiativen entfaltete er kaum, jedoch legte er häufiger als alle Vorgänger Vetos gegen den Kongress ein. Er trat für die Beibehaltung des Goldstandards ein und lehnte die Annexion des Königreichs Hawaiʻi ab, die dann sein Amtsnachfolger William McKinley durchsetzte.

## Leben

### Familie und Erziehung (1837–1855)

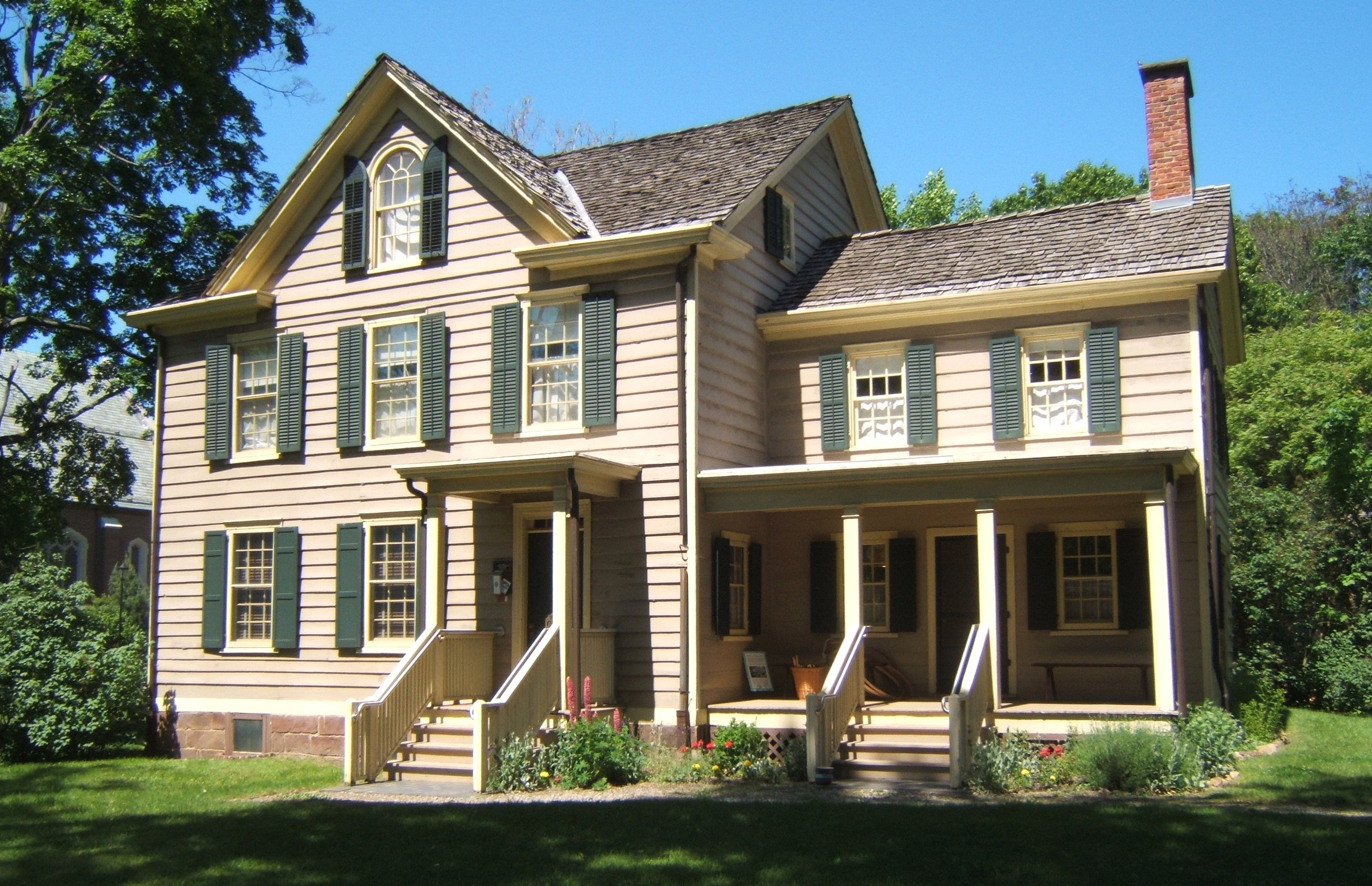
Clevelands Geburtshaus (2009)

Cleveland kam als fünftes von neun Kindern und dritter Sohn von Richard Falley Cleveland und seiner Frau Ann Cleveland (geborene Neal) zur Welt. Er erhielt den Taufnamen Stephen, den er als Erwachsener aber nie benutzte. Clevelands 1806 geborene Mutter stammte aus Baltimore; ihr Vater war ein Anfang des Jahrhunderts zugewanderter Irischamerikaner und ihre Mutter eine deutschstämmige Quäkerin aus Germantown, Pennsylvania. Die Cleveland-Familie hatte englisch-irische Wurzeln. Um das Jahr 1634 war der Vorfahr Moses Cleveland, damals noch mit dem später von seinem Urenkel geänderten Nachnamen Cleaveland, im Kindesalter mit seinem Bruder als Vertragsknecht aus Ipswich in die Massachusetts Bay Colony ausgewandert. Ein späterer Moses Cleaveland in Grovers Ahnenreihe hatte im Amerikanischen Unabhängigkeitskrieg in der Kontinental-Armee gedient und 1788 am Verfassungskonvent Connecticuts teilgenommen. Acht Jahre später hatte er mit weiteren Investoren am Südufer des Eriesee eine Siedlung gegründet, die seinen Namen erhielt und aus der die Metropole Cleveland entstand. Schon der junge Grover war sich dieser patriotischen Familientradition bewusst und fühlte sich ihr verbunden. Grovers 1804 geborener Vater stammte aus Norwich, Connecticut und hatte nach einer Lehrertätigkeit in Baltimore das Theologische Seminar in Princeton besucht. Grovers Eltern heirateten im September 1829. Nach der Ordination trat Richard Falley Cleveland mehrere Pfarrstellen an, bis er im November 1834 die presbyterianische Kirchengemeinde in Caldwell, New Jersey übernahm. Grover wurde nach dem im Ort beliebten Priester Stephen Grover benannt, der im Jahr zuvor gestorben war und die Kirchengemeinde bis zur Weitergabe an seinen Vater geleitet hatte.

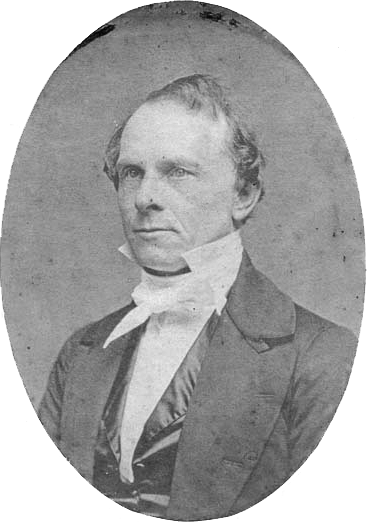
Richard Falley Cleveland (undatiert)

Grovers Familie verfügte wie die meisten klerikalen Haushalte dieser Zeit über nur wenig finanzielle Mittel, fühlte sich gegenüber den Mitbürgern aber nicht schlechter gestellt. Das Gehalt des Vaters überstieg im Jahr nicht 600 US-Dollar (2025: ca. 20.300 US-Dollar), was den häuslichen Komfort der bald elfköpfigen Familie beträchtlich einschränkte. Die strikte Erziehung Grovers folgte den damaligen Vorstellungen, die bei Fehlverhalten unmittelbare Strafen vorsahen und Kinder generell wie junge Erwachsene betrachteten. Die Eltern waren Anhänger des Muskelchristentums, das Disziplin und Männlichkeit einen hohen Stellenwert einräumte und den Sonntag mit Kirchgang und Sonntagsschule allein dem Glauben verschrieb. Generell war Amerika damals noch sehr ländlich geprägt und Kultur und Intellektualität wurden als feminin abgetan.
Im Oktober 1841 nahm Grovers Vater eine neue Pfarrstelle in Fayetteville, New York an. Die Familie blieb hier für neun Jahre, bis sich die Gesundheit von Richard Cleveland derart verschlechterte, dass er nach einer weniger fordernden, aber besser bezahlten Tätigkeit Ausschau hielt. Er fand diese schließlich im März 1850 in Clinton, New York, in einer Niederlassung der American Home Missionary Society, einer protestantischen Organisation zur Unterstützung ärmerer Kirchengemeinden. Grover hatte mit dem Umzug zu kämpfen, weil er sich Fayetteville emotional verbunden fühlte. Später als Präsident besuchte er den Ort und sprach sichtlich bewegt von seiner Jugendzeit in Fayetteville. Die Clevelands lebten für drei Jahre in Clinton, wo sich Grover auf den Eintritt in das dortige Hamilton College vorbereitete. Dazu besuchte er eine kleine Schule im Ort, in der lediglich zwei Lehrer Unterricht gaben. Zwar hatte er auf der Schule Probleme mit Latein, doch das beabsichtigte Studium scheiterte nicht daran, sondern an der prekären Situation seiner Familie. Dadurch sah er sich gezwungen, ab April 1852 als Ladenverkäufer in Fayetteville zu arbeiten, wobei sein Jahresgehalt bei freier Kost und Logis nicht mehr als 100 US-Dollar (2025: ca. 4.200 US-Dollar) betrug.

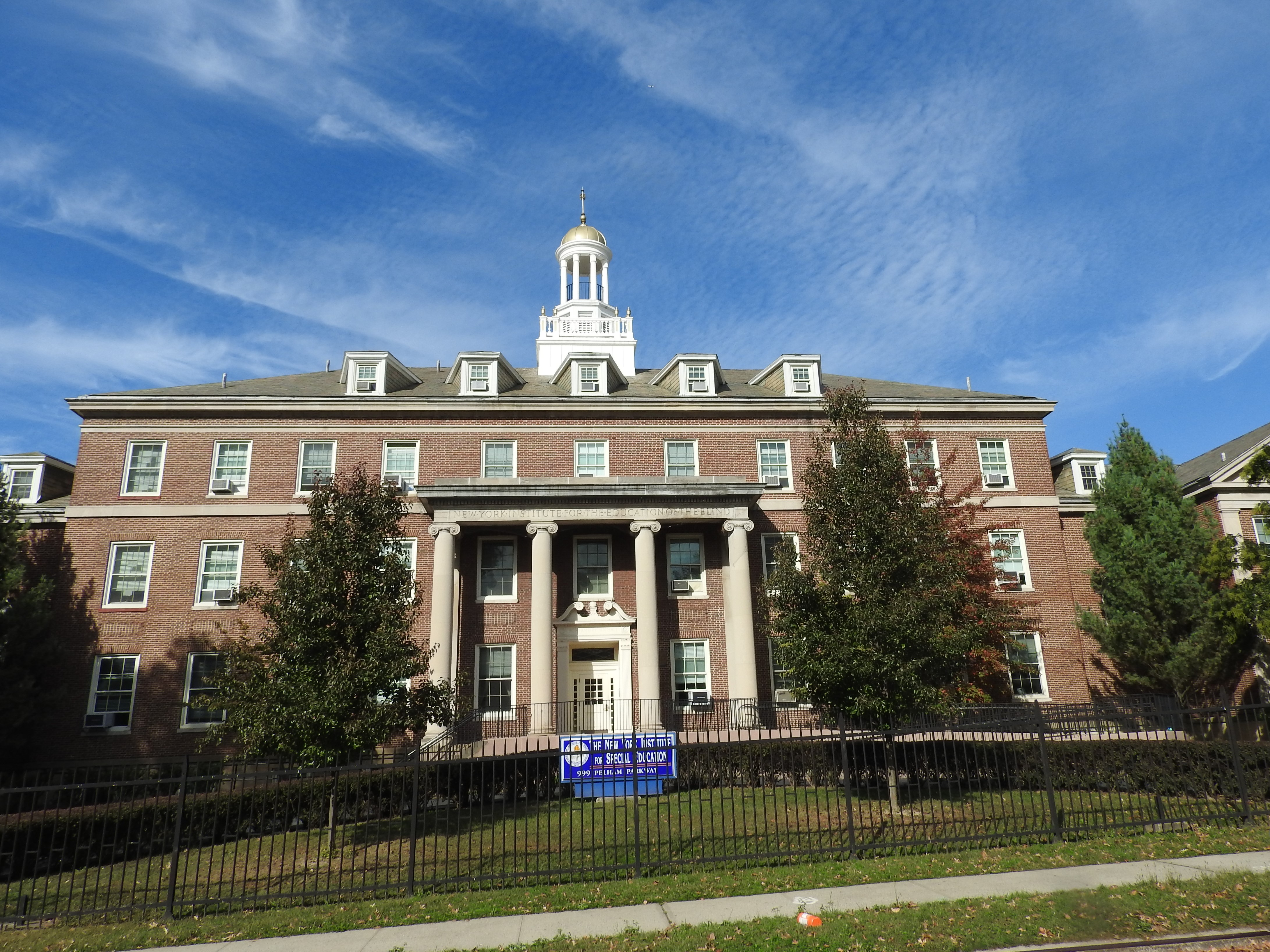
New York Institute for the Education of the Blind, das heutige New York Institute for Special Education (2017)

Nach zwei Jahren kehrte er nach Clinton mit der Hoffnung zurück, ein Studium am Hamilton College beginnen zu können. Doch dieses Mal machte ihm die sich dramatisch verschlechternde Gesundheit des Vaters einen Strich durch die Rechnung. Dessen Konstitution war dem Arbeitspensum im Sekretariat der American Home Missionary Society nicht mehr gewachsen, weshalb dieser 1853 eine Pfarrstelle in dem Dorf Holland Patent im New Yorker Oneida County antrat. Nach nur drei Wochen im neuen Pastorat starb Grovers Vater Anfang Oktober 1853. Damit stand Grover nun als einer der Söhne in der Pflicht, für den Unterhalt der Familie zu sorgen. Sein älterer Bruder William war Direktor einer Blindenschule (New York Institute for the Education of the Blind) in New York City und verschaffte ihm eine Anstellung als Lehrer. Nach einem Jahr in dieser Beschäftigung kam Cleveland im Herbst 1854 zu der Überzeugung, dass seine berufliche Zukunft nicht auf diesem Feld lag, und er zog nach Holland Patent zu seiner Mutter und jüngsten Schwester Rose. Ein weiterer Grund für die Beendigung der Lehrertätigkeit war, dass William die Blindenschule verlassen hatte, um am Union Theological Seminary zu studieren. Zurück bei der Familie nahm Grover zur Vorbereitung auf ein Studium Lateinunterricht.

### Anwaltslehre (1855–1861)

Straßenzug in Downtown Buffalo (zwischen 1853 und 1856)

Ohne Erfolg bemühte Cleveland sich um Anstellungen in Utica und Syracuse. Das Angebot eines wohlhabenden Nachbarn, der ein Ältester in der presbyterianischen Ortskirche war, ihm ein Theologiestudium zu finanzieren, schlug Cleveland aus. Er konnte den Nachbarn jedoch dazu überreden, ihm Geld für eine Fahrt nach Cleveland vorzustrecken, um dort in die Anwaltslehre zu gehen. Mitte Mai 1855 machte Cleveland sich auf den Weg und legte in Buffalo einen Zwischenstopp ein, wo sein angeheirateter Onkel Lewis F. Allen lebte, der als Farmer und Geschäftsmann zu Wohlstand gekommen war. Dieser überredete den Neffen, fürs Erste in Buffalo zu bleiben, und beschäftigte ihn in seinem auf Shorthorn-Rindern basierenden landwirtschaftlichen Betrieb. Hauptsächlich half Cleveland dem Onkel beim Abfassen eines Buches über diese Rinderrasse. Im August 1855 begann Cleveland mit Unterstützung Allens eine Anwaltslehre in der Kanzlei Rogers, Bowen, and Rogers; in dieser Firma hatte früher Ex-Präsident Millard Fillmore gearbeitet.
Unter dem Einfluss des Anwalts Dennis Bowen begann Clevelands Interesse an der Politik. Im Gegensatz zum Onkel sympathisierte er nicht mit den jungen Republikanern, sondern mit den Demokraten. Im Jahr 1856 verließ er das Anwesen von Allen und bezog mit einem Anwaltslehrling eine Unterkunft in Downtown. Buffalo war zu diesem Zeitpunkt eine in Konkurrenz zu Chicago stehende, geschäftige Großstadt am Eriesee mit 100 000 Einwohnern; in den letzten zehn Jahren hatte sich die Einwohnerschaft verdoppelt. Die Stadt profitierte von ihrer Lage als Verkehrsknotenpunkt zwischen Ostküste und Chicago sowie von der ansässigen Schiffbauindustrie. Die Bevölkerung bestand zu etwa 60 % aus Deutsch- und Irischamerikanern, die wegen politischer Verfolgung beziehungsweise der Großen Hungersnot in Irland aus ihrer Heimat geflohen waren. Aufgrund dieser Demografie stieß der in Buffalo verwurzelte und bis dahin geschätzte Fillmore auf deutliche Ablehnung, als er bei der Präsidentschaftswahl 1856 für die antikatholische und nativistische Know-Nothing Party („Nichtswisser-Partei“) ins Rennen ging. Die deutsch-irische Prägung hatte eine besonders lebendige Bierkultur nach Buffalo gebracht. Dabei dienten die Tavernen und Saloons, in die Cleveland gerne einkehrte, nicht nur der Geselligkeit und Alkoholkonsum, sondern auch als Gemeindezentren und politische Versammlungsorte.
Im Jahr 1858 arbeitete Cleveland als Wahlhelfer für die Demokraten; unter anderem ging er die Listen der registrierten demokratischen Wähler durch und begleitete sie zur Abstimmung. Im Mai 1859 erhielt Cleveland seine Zulassung vor Gericht. Er blieb bei der Kanzlei Rogers, Bowen, and Rogers und kam bald auf ein Jahresgehalt von 1000 US-Dollar (2025: ca. 40.000 US-Dollar). Dank der Beziehungen seines Onkels und seinem Geschick als Anwalt stand er bald mit den einflussreichsten Personen Buffalos auf vertrauten Fuß.

### Ämterlaufbahn im Sezessionskrieg (1861–1865)
Während der Sezessionskrise nach der Wahl von Abraham Lincoln zum ersten republikanischen Präsidenten im November 1860 war er trotz seiner Identifikation mit den Demokraten von der Bewahrung der amerikanischen Union überzeugt. Als es im Frühjahr 1861 zur Bildung der Konföderierten Staaten von Amerika und dem Amerikanischen Bürgerkrieg kam, fehlte Cleveland anders als seinen, sich als Freiwillige für die Unionsarmee meldenden Brüdern der militärische Eifer. Zum anderen war er mittlerweile der Hauptversorger seiner Schwestern und der Mutter. Dies umso mehr, als Lewis Fred und Richard C. zwar den Sezessionskrieg überlebten, aber
bei einem Schiffsunglück im Oktober 1872 auf dem Dampfschiff Missouri vor den Bahamas den Tod fanden.

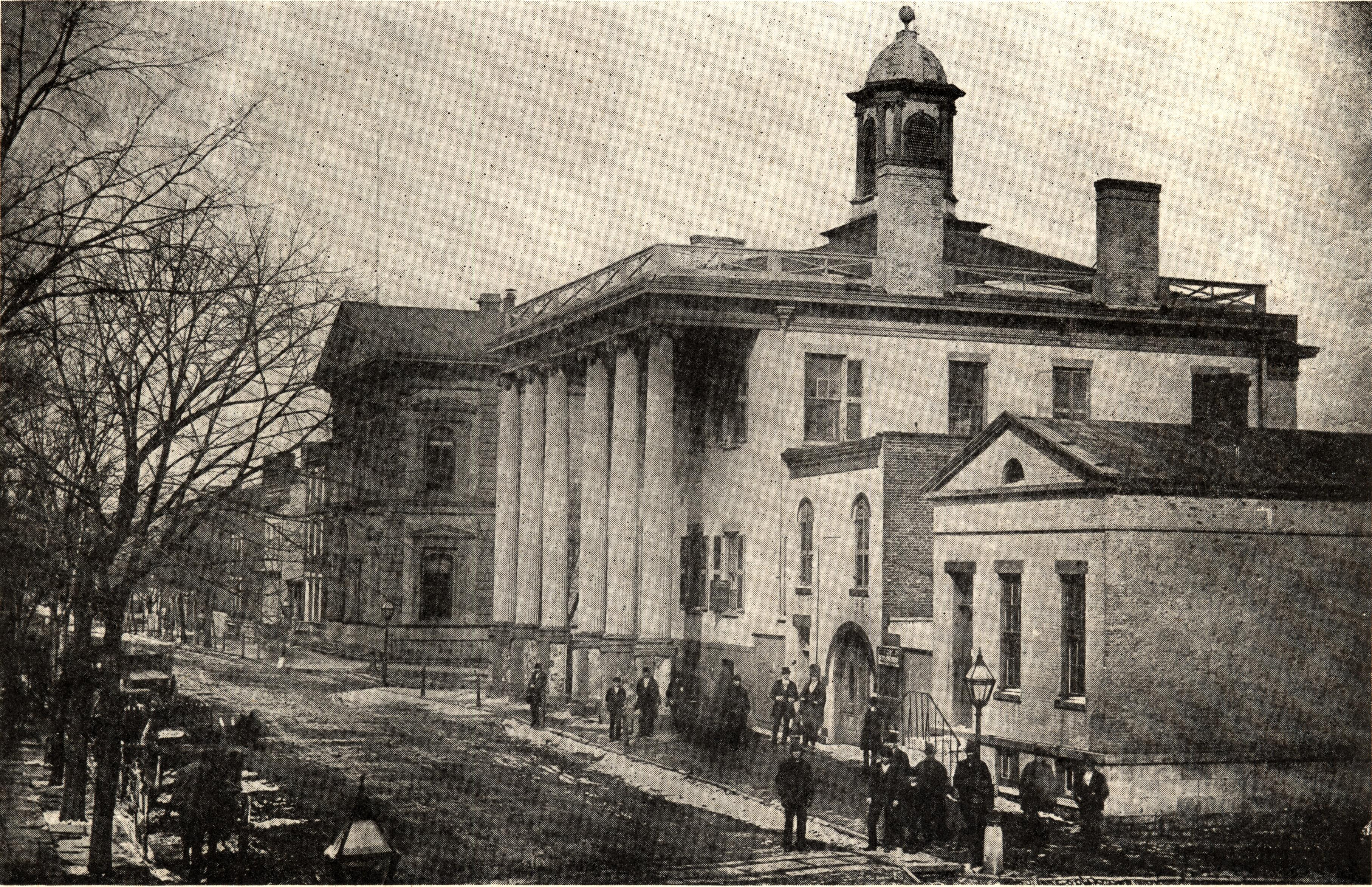
Erie County Courthouse (vor 1876)

Er verließ die Anwaltskanzlei 1862. In der politischen Ämterlaufbahn schritt er in diesem Jahr voran, indem er für die Demokraten im November 1862 erfolgreich als Bezirksvertreter im Stadtrat von Buffalo kandidierte und im Januar 1863 zum Stellvertreter des District Attorney des Erie County aufrückte. Weil der District Attorney C. C. Torrance von Clevelands Arbeitspensum schnell überzeugt war und nicht unweit vom Erie County Courthouse wohnte, übernahm er bald in Vertretung seines Chefs den Löwenanteil der mit diesem Amt verbundenen Aufgaben. Clevelands, später auch im Vergleich zu anderen Staatsoffiziellen außergewöhnlich hohe, Arbeitsbereitschaft, die ihn heute laut Graff als einen „Workaholic“ auszeichnete, blieb ein lebenslanges Charakteristikum. Graff sieht diese Einstellung in den calvinistischen Werten des Elternhauses begründet.
Um dem Militärdienst gemäß dem Wehrpflichtgesetz vom 3. März 1863 zu entgehen, stellte Cleveland für 300 US-Dollar (nach heutiger Kaufkraft 7.700 Dollar) einen Ersatzmann an, der für ihn am Krieg teilnahm. Das Angebot seines im Juni 1863 nach zwei Jahren Dienst ausgemusterten Bruders, als sein Ersatzmann wieder in die Unionstruppen einzutreten lehnte er ab. Clevelands Ersatzmann wurde ein 32-jähriger Polnischamerikaner, der den Bürgerkrieg überlebte.
Aus seiner Situation als mehr oder weniger ständiger Stellvertreter von Torrance hatte Cleveland das Beste gemacht, politische Kontakte über das Erie County hinaus geknüpft und sich für die Interessen der Geschäftswelt Buffalos eingesetzt. Entsprechend nominierten ihn die Demokraten 1865 als Nachfolger von Torrance. In seinem ersten richtigen Wahlkampf in einem dezidiert republikanischen County unterlag Cleveland dem späteren Kongressabgeordneten Lyman K. Bass knapp. Diese Niederlage beendete Clevelands politische Ambitionen fürs Erste. Auch die Wiederwahl zum Bezirksvertreter in den Stadtrat im Jahr zuvor hatte Cleveland nicht für sich entscheiden können.

### Anwaltskanzlei mit Isaac V. Vanderpoel und Sheriff von Buffalo (1866–1873)
Im Jahr 1866 gründete Cleveland mit Isaac V. Vanderpoel, dem früheren State Treasurer von New York, eine Anwaltskanzlei, die für drei Jahre Bestand hatte. Bis 1868 erwachte Clevelands politischer Ehrgeiz wieder und seine Anwaltstätigkeit trat zurück. Vor dem Hintergrund der Präsidentschaftswahl 1868 begab er sich im Sommer auf den Parteitag der New Yorker Demokraten (New York State Democratic Convention), wo er in das Programmkomitee gewählt wurde.
Als Vanderpoel 1869 ihre Partnerschaft verließ, weil er zum Polizeimagistrat von Buffalo gewählt worden war, gründete Cleveland mit den aufstrebenden Anwälten Oscar Folsom und Albert P. Laning eine neue Kanzlei, die nicht zuletzt seinem unermüdlichen Einsatz wegen schnell prosperierte. Während Cleveland vor allem das juristische Alltagsgeschäft am Laufen hielt, kümmerten sich Folsom und Laning, der außerdem bei den Demokraten engagiert war, um die Klienten und Kundenakquise. Cleveland präferierte das Zivilrecht und vermied es, Klienten zu verteidigen, die er für schuldig hielt. Oft bereitete er die Fälle akribisch vor, während seine Partner auf dieser Grundlage die Präsentation vor Gericht hielten.
Bei den Wahlen zum Repräsentantenhaus der Vereinigten Staaten 1870 wurde in Clevelands Wahlbezirk der erfahrene William Williams zum Spitzenkandidaten gekürt. Um die Wahlliste mit einem Nachwuchspolitiker auszubalancieren, wurde Cleveland am 28. September 1870 von der New York Democractic Convention als Sheriff für Buffalo nominiert. Im Wahlkampf hielt Cleveland lediglich drei Ansprachen, von denen keine einen besonderen Eindruck hinterließ. Am Ende gewann er mit etwas mehr als 300 Stimmen Vorsprung. Damit begann seine eigentliche politische Karriere, die ihn zweimal in das Weiße Haus führte. Als Sheriff bekam es Cleveland mit einer Stadt zu tun, die für ihre zahlreichen Saloons berühmt und wegen Verbrechen und Gewalt berüchtigt war.
Cleveland trat zum 1. Januar 1871 seinen zweijährigen Dienst als Sheriff an. Im März ging er gegen die im Polizeidienst verbreiteten Kleindiebstähle vor, womit er sich im Department wenig Freunde machte. Zwar war der Posten mit unangenehmen Pflichten wie die Umsetzung von Räumungsbeschlüssen gegen säumige Mieter verbunden, aber durch Ordnungsgelder hatte Cleveland einen attraktiven Hinzuverdienst. Er sah im Polizeidienst teilweise so etwas wie einen Kindheitstraum verwirklicht und war sich für keine Tätigkeit zu schade. So legte er bei der Vollstreckung von Todesurteilen den Häftlingen selbst die Henkerschlinge an. Später nutzten das Clevelands politische Gegner aus und machten ihn als Buffalo Hangman („Henker von Buffalo“) verächtlich. Weil er es vermehrt mit Hinrichtungen zu tun bekam und das damit einhergehende Spektakel verabscheute, verbannte er alle Zuschauer und ließ einen Sichtschutz errichten, so dass auch nicht von außen auf die Exekution Einblick genommen werden konnte. Als Sheriff überzeugte er die Bürger durch seine engagierte Arbeitsweise und wurde als Person des öffentlichen Lebens geschätzt und respektiert. Obwohl er sich außerhalb des Dienstes oft in den Saloons Buffalos aufhielt, blieb sein Freundeskreis eng und Cleveland ledig.

### Anwaltskanzlei mit Wilson S. Bissell (1874–1880)
Bis zum Ende seiner Dienstzeit zum 31. Dezember 1873 hatte Cleveland ein Vermögen von ungefähr 40000 US-Dollar (2025: ca. 1.082.000 US-Dollar) angespart und setzte es unter anderem zur juristischen Weiterbildung ein. Er trat einer neuen Anwaltskanzlei mit Bass und Wilson S. Bissell bei, der rasch ein enger Freund und später sein Postminister wurde. Weil Bass sich als Kongressabgeordneter häufig in Washington aufhielt, führten hauptsächlich Cleveland und Bass die Geschäfte. Im Jahr 1875 starb sein früherer Partner und guter Freund Folsom bei einem Unfall. Weil dieser keinen letzten Willen hinterlassen hatte, übernahm Cleveland für die Witwe Emma Cornelia Harmon und deren Tochter Frances Folsom, seine spätere Frau, die Verwaltung des hinterlassenen Vermögens. Aus gesundheitlichen Gründen verließ Bass 1877 die Partnerschaft und wurde durch George J. Sicard ersetzt. Unter anderem weil Cleveland Kollegen und Klienten mit der Schnelligkeit und Präzision seiner Fallbearbeitung und der bestechenden Präsentation vor Gericht, florierte die Kanzlei Cleveland, Bissell & Sicard schnell. Cleveland verfügte nun über erhebliche Mittel, aber blieb wohl auch wegen seiner Kindheit in bescheidenen Verhältnissen seiner unprätentiösen Lebensweise treu, so der Biograph Graff. Trotz der geschäftlich hervorragenden Aussichten strebte er weiterhin eine politische Karriere an. Dennoch ließ er 1876, als mit dem Zeitungsherausgeber Joseph Warren der führende Demokrat des Erie County und sein Förderer gestorben war, die Chance ungenutzt, die Parteiführung im County zu übernehmen. Stattdessen arbeitete er weiter in Parteiausschüssen mit, sofern es ihm die Kanzlei ermöglichte.
Im Buffalo der 1870er Jahre hatte sich Politikverdrossenheit breit gemacht, vor allem weil Führer beider Parteien die Stadtverwaltung kontrollierten und sie als System zur Ämterpatronage (Spoils System; „Beutesystem“) ausnutzten. Cleveland unterstützte daher die Wahl des als ehrlich geltenden demokratischen Newcomers Solomon Scheu zum Bürgermeister im November 1877. Im Jahr 1879 gewann Cleveland selbst eine Wahl, als ihn die Anwaltskammer Buffalos zu ihrem Präsidenten bestimmte. Bei der Präsidentschaftswahl in den Vereinigten Staaten 1880 konnten die Demokraten in New York weitgehend das seit dem Bürgerkrieg an ihnen haftende Stigma der „Partei der Sezession“ beziehungsweise „der Rebellion“ abstreifen und der Bundesstaat ging am Ende nur knapp an den Republikaner James A. Garfield. In Buffalo hatte der konservative republikanische Bürgermeister Alexander Brush, der Scheu abgelöst hatte, die Stimmung gegen sich, denn unter ihm hatten die Republikaner mithilfe der State Legislature („Bundesstaatsparlament“) ganze Stadtbehörden unter ihre Kontrolle gebracht und in das Spoils System integrieren können. Bei der kommenden Bürgermeisterwahl 1881 schien ein demokratischer Reformer daher gute Chancen haben.

### Bürgermeister von Buffalo (1881–1882)
Als die Demokraten unter diesen Voraussetzungen 1881 einen Reformkandidaten außerhalb der „politischen Maschinen“ des Spoil Systems für die Bürgermeisterwahl suchten, verfielen sie Ende Oktober 1881 nach der Absage von mehreren anderen Kandidaten auf den als ehrlich und streitbar geltenden Cleveland. Dieser sagte nicht sofort zu; kurz zuvor hatte er eine wesentlich lukrativere Offerte der Eisenbahngesellschaft New York Central Railroad für einen Posten als Rechtsberater abgelehnt. Dabei hatte er als Gründe geltend gemacht, dass er unabhängig bleiben wolle und seine gewohnte Tagesroutine schätzte. Er sagte der Auswahlkommission der Demokraten unter der Bedingung zu, dass von der Wahlliste ein als korrupt bekannter Comptroller gestrichen werde. Am 25. Oktober kürten ihn schließlich die Demokraten Buffalos auf einem Parteitag zum Kandidaten für die kommende Bürgermeisterwahl. Sein Gegner war der Republikaner Milton Earl Beebe, der für die Fortführung der „politischen Maschine“ stand. Cleveland führte einen engagierten Wahlkampf und konnte sich als Reformer positionieren. Er verstand, dass das „Beutesystem“ nicht mehr zeitgemäß für die 1880er Jahre war und die Verwaltung modernisiert werden musste. Selbst die politischen Gegner fanden es schwierig, gegen ihn Einwände zu erheben. Cleveland besiegte Beebe bei der entscheidenden Wahl im November mit deutlichem Vorsprung.

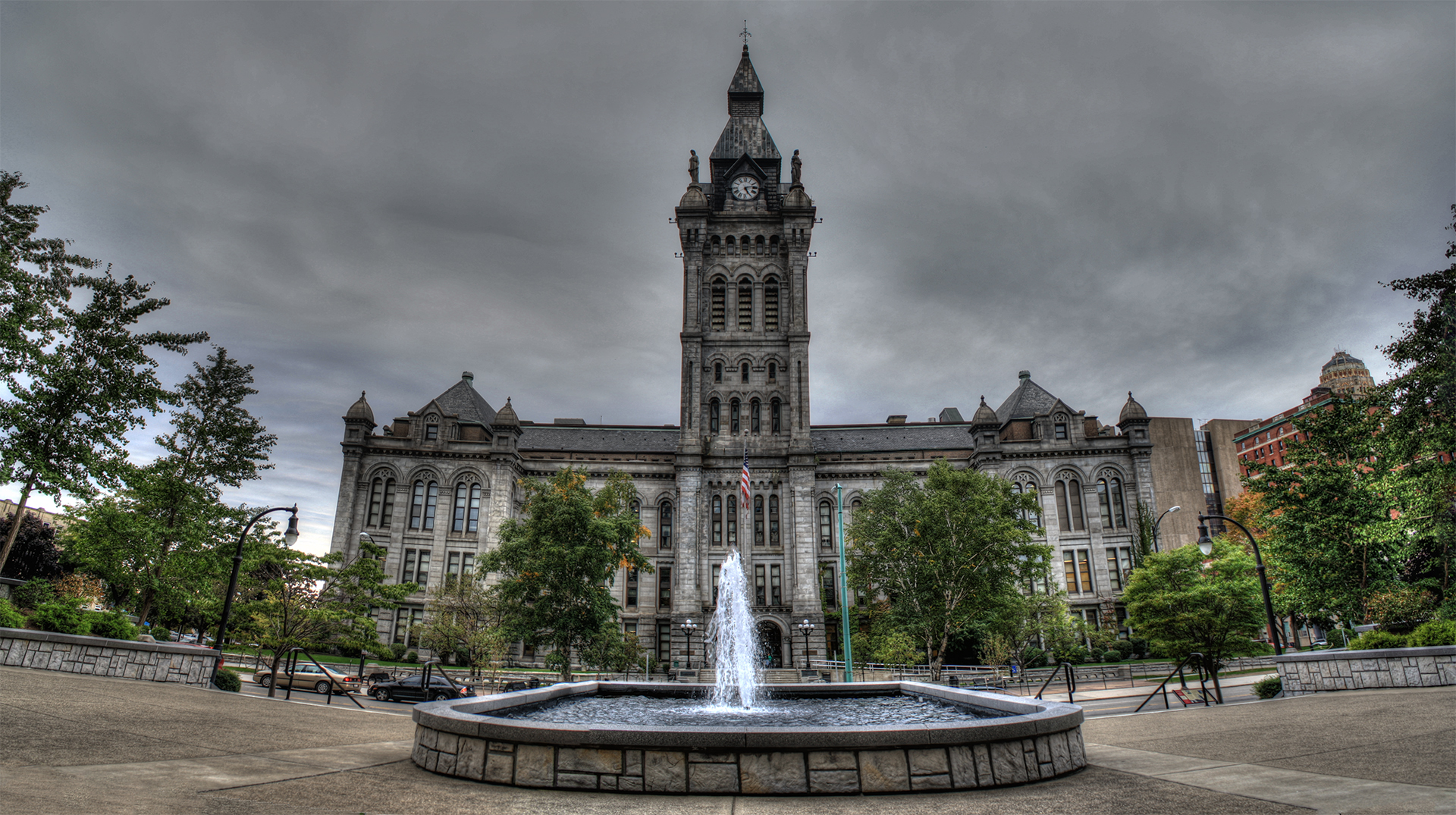
Die County and City Hall fungierte in den 1880er Jahren als Rathaus von Buffalo (2012)

Bei seiner Amtseinführung am 1. Januar 1882 prangerte er die Steuergelderverschwendung der früheren Administrationen an und versprach, bei der öffentlichen Auftragsvergabe strikt den günstigsten Anbieter zu berücksichtigen. Außerdem kündigte er eine Lösung für die seit Jahren prekäre Müll- und Abwasserbeseitigung Buffalos an. Eine Stadt sollte genauso effizient und effektiv wie ein privates Unternehmen funktionieren, setzte er als Maßgabe an. Die Antrittsrede nahm die darauffolgende neue Reformpolitik Clevelands vorweg. Noch in den ersten Amtswochen deckte er auf, dass die Stadt bei einem Straßenbauprojekt in einem Plot mit massiv überteuerten Preisen betrogen werden sollte. Cleveland überwachte den Bau eines neuen Abwassersystems auf ordnungsgemäße Vergabe und Durchführung. Er schreckte außerdem nicht davor zurück, sich mit Tammany Hall, der einflussreichen „politische Maschine“ der Demokraten in New York City und Albany anzulegen. Der Kongressabgeordnete John Kelly griff ihn 1882 daher als „Feind Nr. 1“ von Tammany Hall an.
Als Bürgermeister, wie auch später als Gouverneur, delegierte Cleveland nur wenige Aufgaben und kümmerte sich selbst um Ahndung geringer Vergehen in der Verwaltung. Wenngleich Clevelands Regierungsstil bei den Politikern der älteren Generation anders als in der Öffentlichkeit nur wenig Beifall fand, erregte sein Wirken in Buffalo bald die Aufmerksamkeit der Parteiführung des Bundesstaats, so dass er ab Juni 1882 als Kandidat für die nächste Gouverneurswahl in New York im Gespräch war. Auf der Democratic State Convention Mitte September in Syracuse setzte sich Cleveland schließlich gegen die beiden, wesentlich bekannteren Mitbewerber Roswell P. Flower und General Henry Warner Slocum durch und wurde zum Spitzenkandidaten der Demokraten. Als Königsmacher agierte vor allem der Parteiführer der New Yorker Demokraten und Zeitungsherausgeber Daniel Manning, der insbesondere von Clevelands Kampf gegen das Spoils System angetan war.
Cleveland betrieb selbst keinen Wahlkampf, sondern überließ dies seinem Kompagnon Bissell. Bei der Wahl am 7. November siegte er am Ende mit einem Vorsprung von knapp 200.000 Stimmen gegen den Republikaner und früheren Finanzminister Charles J. Folger. Cleveland profitierte dabei von parteiinternen Konflikten bei den Republikanern, wobei vor allem im Jahr zuvor der Bruch zwischen Präsident James Garfield und Roscoe Conkling, dem Führer der New Yorker Stalwarts, landesweit Aufmerksamkeit erregt hatte. Noch während sich Cleveland in der ihm eigenen Akribie auf das Gouverneursamt vorbereitete, brachte ihn mit der New York Tribune die erste namhafte Zeitung neben Benjamin Butler als demokratischen Kandidaten für die kommende Präsidentschaftswahl in Spiel. Obwohl Cleveland selbst diese Idee seinem Bruder gegenüber weit von sich wies, hält der Biograph Graff es für ausgeschlossen, dass der gewählte Gouverneur, angesichts der Tatsache, dass die Gouverneurschaft von New York in den Augen der Öffentlichkeit an Bedeutung nur von der Präsidentschaft übertroffen wurde, nicht schon selbst auf diesen Gedanken gekommen wäre. Auf Drängen Mannings bestimmte Cleveland den Journalisten Daniel Lamont zu seinem Sekretär in der Executive Mansion in Albany. Lamont entwickelte sich rasch zum wichtigsten Berater des Gouverneurs und übte den nächsten 15 Jahren einen bedeutenden Einfluss auf Clevelands politisches Handeln aus. Weil er als Junggeselle das Gouverneursamt antrat, bat er seine Schwester Rose um die Haushaltsführung des Anwesens. In der Executive Mansion nahm er bei der Inneneinrichtung kaum Änderungen vor; als einzigen persönlichen Gegenstand zur Dekoration hatte Cleveland wie auch später im Weißen Haus auf seinem Schreibtisch eine Bibel, die ihm seine Mutter geschenkt hatte.

### Gouverneur von New York (1883–1884)

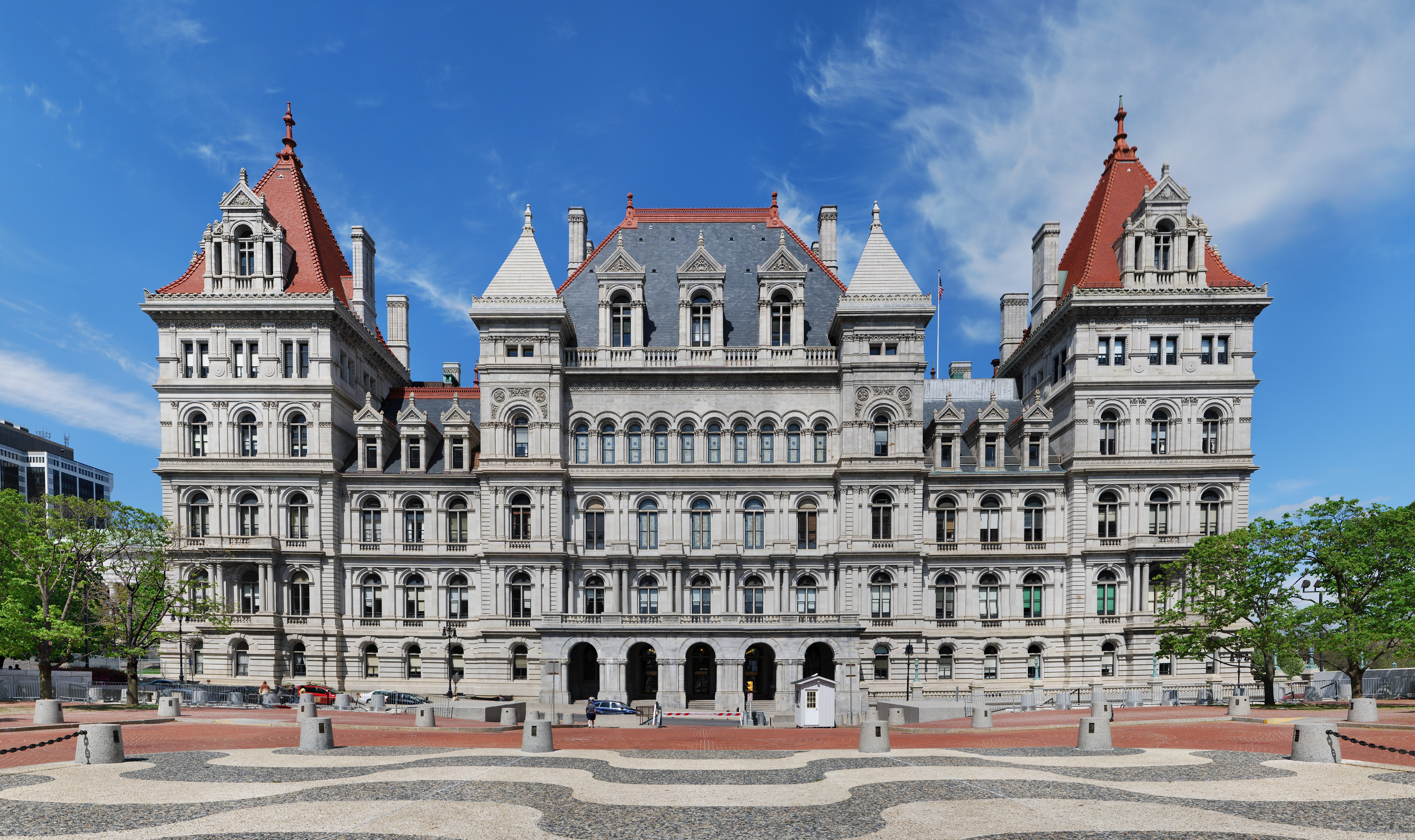
New York State Capitol (2009)

Am 1. Januar 1883 wurde Cleveland im New York State Capitol in das Amt des Gouverneurs eingeführt; seine Antrittsrede hielt er einen Tag später vor der State Legislature im Senatssaal. Bei diesem Anlass forderte er eine Verwaltungs- und Steuerreform, sprach aber auch regionale Probleme an, die unter anderem den Eriekanal, Zuwanderung und Banken betrafen. Die Steuer betreffend verurteilte er die Tatsache, dass zwar Grundeigentum, aber nicht Einkommen und Vermögen besteuert wurde, als ungerecht. Cleveland sprach sich daher für die Einführung einer Einkommenssteuer aus. Damit betrat er kein politisches Neuland, sondern diese Forderung wurde in mehreren Bundesstaaten erhoben. Cleveland war bewusst, dass eine Einkommenssteuer politisch nicht durchzusetzen war, aber er wollte dadurch seine Offenheit für „fortschrittliche“ Ideen demonstrieren. Zugleich gab Cleveland die Vorgabe aus, alle Dienstposten und ihre Vergütung auf den Prüfstand zu stellen und die Verwaltung generell zu verschlanken. Dies stellte einen direkten Angriff auf das „Beutesystem“ dar, das zu dieser Zeit im ganzen Land unter Druck stand. Die populäre Bewegung für eine Verwaltungsreform, deren Momentum Cleveland für sein Vorhaben nutzen wollte, speiste sich zum großen Teilen aus Abolitionisten und Aktivisten der Emanzipationsbewegung für die Afroamerikaner während der Reconstruction-Ära.
Als vermehrt von einer möglichen Präsidentschaftskandidatur Clevelands gesprochen wurde, ging er dem damaligen Verhaltenskodex folgend nicht darauf ein, denn die aktive Verfolgung einer Kandidatur hätte die Konventionen verletzt. Stattdessen erhöhte er im zweiten Amtsjahr die gesetzgeberische Aktivität und versuchte durch seine Regierungsführung zu glänzen. Besondere Aktivität als Gouverneur entfaltete Cleveland 1884 nach seiner Neujahrsansprache an die State Legislature, die nach den jährlich stattfindenden Parlamentswahlen vom November 1883 in beiden Kammern einen republikanische Mehrheit aufwies. Trotzdem brachte er bis Mitte Mai 1884 in Zusammenarbeit mit dem 106. New Yorker Kongress etliche Gesetzesinitiativen zum Abschluss, darunter auch einige des späteren Präsidenten Theodore Roosevelt. Clevelands Gesetzesvorschläge betrafen Reformen in den Wohlfahrtseinrichtungen des Bundesstaats, den Bau des neuen Croton Aqueduct zur Wasserversorgung New York Citys und die Konservation der Gegend um die Niagarafälle.

#### Im Konflikt mit Tammany Hall
Insbesondere Tammany Hall war unter ihrem Führer William Tweed in den 1870er Jahren berüchtigt für Korruption gewesen und immer noch sehr einflussreich. Die Republikaner betreffend, waren der Bevölkerung noch die vielen Korruptionsskandale im Weißen Haus unter Ulysses S. Grant präsent. Hinzu kam, dass dank Spoils System und der Macht der „politischen Maschinen“ die Stellen im öffentlichen Dienst im großen Umfang nicht nach Eignung, sondern im Rahmen von Patronage vergeben wurden. Dies konfligierte insbesondere in den Städten mit einer größer werdenden und komplexer arbeitenden Bürokratie, die ein wachsendes Fach- und Erfahrungswissen erforderte und nicht einen Personalkörper, der nach jedem politischen Machtwechsel ausgetauscht wurde. Viel Wähler waren nicht mehr bereit, dieses System zu tolerieren, weshalb Cleveland für eine Verwaltungsreform Rückenwind hatte. Das tödliche Attentat auf Präsident Garfield im Juli 1881 durch einen abgelehnten Stellenbewerber hatte das allgemeine Problembewusstsein in dieser Beziehung außerdem erhöht. Cleveland selbst konnte sich bei der Stellenbesetzung nicht ganz von der Parteipolitik lösen, versuchte aber den Bewerbenden die Merkmale Loyalität zu den Demokraten und fachliche Qualifikation auszubalancieren.
Eine der erste Maßnahmen Clevelands als Gouverneur war die Öffnung der Debatten im New York State Capitol für das öffentliche Publikum. Beide Kammern der New York State Legislature wurden von Demokraten kontrolliert, jedoch waren weder diese noch die Republikaner einheitliche Fraktionen, sondern bestanden aus konkurrierenden Faktionen. In Verwaltung und Politik des Gilded Age war Korruption weit verbreitet; ein Drittel aller Abgeordneten des New Yorker Kongresses galten als käuflich. Diese Ära wird deshalb auch in der amerikanischen Politikgeschichte als age of the spoilsmen („Zeitalter der Plünderer“) bezeichnet. Allerdings hatten die „politischen Maschinen“ mit ihren regionalen Parteibossen auch einen sozialen Aspekt, denn im Gilded Age herrschte ein ungezügelter Kapitalismus ohne ein staatliches Wohlfahrtssystem, weshalb Arbeitslose oder bedürftige Parteiangehörige oft auf materielle Unterstützung durch den Parteiapparat angewiesen waren. Cleveland „bedauerte“ zwar diese Tatsache, bemühte sich aber nicht um eine alternative Sozialgesetzgebung.
Als Cleveland im April 1883 Spitzenpositionen in der Verwaltung nicht mit den Kandidaten von Tammany Hall besetzen wollte, sondern beispielsweise die neu eingerichtete Eisenbahnkommission mit Ingenieuren und anderen Technikern, kam es zu einer ersten Machtprobe in der State Legislature. Am 4. Mai scheiterte er mit seiner Stellenbesetzungsliste im Senat von New York am gemeinsamen Widerstand von Republikanern und Tammany Hall. Mit seiner sorgfältigen Personalauswahl für die Eisenbahnkommission sorgte er insgesamt dafür, dass die Eisenbahnunternehmen und ihre Projekte in New York auf weniger Widerstand stießen als in anderen Bundesstaaten.
Cleveland orientierte sich in seiner Agenda am „großen Reformer“ Samuel J. Tilden, der in den 1870er Jahren als New Yorker Gouverneur für eine saubere Verwaltung eingetreten war und die korrupten Netzwerke um Tweed und überhöhte Baukosten am Eriekanal erfolgreich trockengelegt hatte. Das damit erworbene nationale Renomee hatte 1876 zu Tildens Nominierung zum demokratischen Präsidentschaftskandidat geführt.

#### „Veto-Gouverneur“ und Arbeiterrechte
Obwohl Cleveland im März 1883 erst zwei Monate im Amt war, hatte er bis dahin achtmal ein Veto gegen Beschlüsse der New York State Legislature eingelegt und sich damit in der Öffentlichkeit den Spitznamen der „Veto-Gouverneur“ erworben. All diese Gesetzesinitiativen hatten den Ruch lokaler Klientelpolitik gehabt und ihren Initiatoren klar gewesen, dass ein Veto Clevelands kommen würde. Unter den abgelehnten Maßnahmen war auch eine Bitte von Clevelands Kindheitsstadt Fayetteville um einen Kredit für die Modernisierung der örtlichen Feuerwehr sowie der Antrag des Chautauqua Countys auf die Baufinanzierung für Monument für die Soldaten der Unionsarmee. Vor allem sein Veto gegen eine einheitlliche Transportgebühr für alle Eisenbahnfahrten in New York City hatte die öffentliche Meinung gegen sich, denn viele Passagiere sahen darin eine Verbesserung zu den willkürlichen und häufig höheren Gebühren, die sie bis dahin entrichten mussten. Dennoch errang Cleveland mit seiner beharrlichen Argumentation, eine derartig festgesetzte Einheitsgebühr verletzte die gesetzlichen Grundlagen der Eisenbahnunternehmen, bei vielen Beobachtern großen Respekt.
Im Allgemeinen verfolgte Cleveland eine unternehmerfreundliche Politik, ohne sein Versprechen aus dem Brief außer Acht zu lassen, mit dem er die Wahl zum Gouverneurskandidaten angenommen hatte. Darin hatte er die Bedeutung der arbeitenden Klassen für die Nation und die Schutzwürdigkeit ihrer Rechte gegenüber der Macht von Großindustriellen hervorgehoben sowie die Notwendigkeit festgestellt, die Arbeitsbedingungen gesetzlich zu verbessern. Noch während seines ersten Amtsjahres wurde eine Behörde für Arbeitsmarktstatistik (Bureau of Labor Statistics) eingerichtet. Cleveland setzte der verbreiteten Kinderarbeit im Rahmen der Heimarbeit in der Zigarrenproduktion ein Ende; gleiches gilt für ausbeuterische Arbeitsverhältnisse in Gefängnissen. Andererseits wandte sich Cleveland entschieden gegen die Einführung einer zwölfstündigen gesetzlichen Höchstarbeitszeit für Straßenbahnschaffner. Das Recht der Arbeitnehmer auf individuell vereinbarte Arbeitszeiten mit dem Arbeitgeber sollte nicht beeinträchtigt werden. Mit dieser Sichtweise lag er im politischen Mainstream der damaligen Zeit, der den Staat nicht in der Verantwortung sah, den Arbeitsmarkt zu regulieren.
Dennoch erkannte Cleveland auf Seiten des Staates die Notwendigkeit, die Geschäfte der Räuberbarone und Trusts gesetzlich mehr zu regulieren. Konkret störte er sich daran, dass sich die Unternehmer und das obere Management zulasten der Kleinaktionäre bereicherten und sich politischen Einfluss auf die Legislative zu erkaufen suchten. Obschon die gesetzliche Maßnahme des Gouverneurs mit der Schaffung einer Kontrollbehörde, bei der die Konzerne jährlich Geschäftsberichte abzugeben hatten, die auf Rechtmäßigkeit geprüft wurden, zurückhaltend ausfiel, sticht dieses Handeln Clevelands im Zeitalter des wirtschaftspolitischen Laissez-faire heraus.

### Präsidentschaftswahl von 1884
Im Hinblick auf die Präsidentschaftswahl 1884 waren die Demokraten so geeint, wie schon seit vielen Jahren nicht mehr. Zudem hatte sich die Methode der Republikaner, bei den Wahlen das „blutige Hemd“ (bloody shirt) des Bürgerkriegs als Banner gegen die Demokraten als Partei der Sezession der Südstaaten zu instrumentalisieren, schon seit längerem abgenutzt. Dennoch war James Buchanan der letzte gewählte demokratische Präsident und Teile der Öffentlichkeit sahen das Weiße Haus als natürlichen Besitz der Republikaner an, die Anfang Juni 1884 James G. Blaine zu ihrem Präsidentschaftskandidaten kürten. Auch die Tatsache, dass diese nicht den Amtsinhaber Chester A. Arthur zur Wiederwahl nominiert hatten, erhöhte die Aussichten der Demokraten.
Im Vorfeld des am 8. Juli 1884 in Chicago beginnenden Nominierungsparteitags der Demokraten standen viele in der Partei noch hinter dem „großen Reformer“ Tilden. Dieser war mittlerweile 70 Jahre alt und litt immer noch unter den Folgen eines Schlaganfalls, weshalb er kurz vor Eröffnung der Democratic National Convention deutlich machte, dass für ihn keine erneute Präsidentschaftskandidatur in Frage kam. Als ernsthafte Bewerber für die Nominierung blieben somit neben Cleveland Senator Thomas F. Bayard und Allen G. Thurman. Für Cleveland sprach, dass er ein vergleichsweise junger Präsidentschaftskandidat und zuvor kein, einer „politischen Maschine“ verpflichteter Abgeordneter im Kongress oder einer State Legislature gewesen war, sondern im Gegenteil als Gouverneur und Bürgermeister die Auswüchse des Spoils System bekämpft hatte. Zudem strahlte Cleveland mit 1,80 m Größe und mehr als 130 Kg Gewicht eine Präsenz aus, die damals sympathisch als ein „Mann von Substanz“ wahrgenommen wurde. Im persönlichen Umfeld trug er deswegen den Spitznamen „Onkel Jumbo“. Ein weiterer für Cleveland sprechender Grund war die Tatsache, dass er aus dem häufig wahlentscheidenden New York kam. Selbst strikt konservative Demokraten mussten einräumen, dass der Gouverneur sich eine landesweit eine hohe Reputation verdient hatte.
Cleveland wurde am 11. Juli im zweiten Wahlgang mit 683 von 820 abgegebenen Stimmen zum Präsidentschaftskandidaten nominiert. Der Parteitag bestimmte ferner Thomas A. Hendricks zum Running Mate, also zum Kandidaten für die Vizepräsidentschaft.

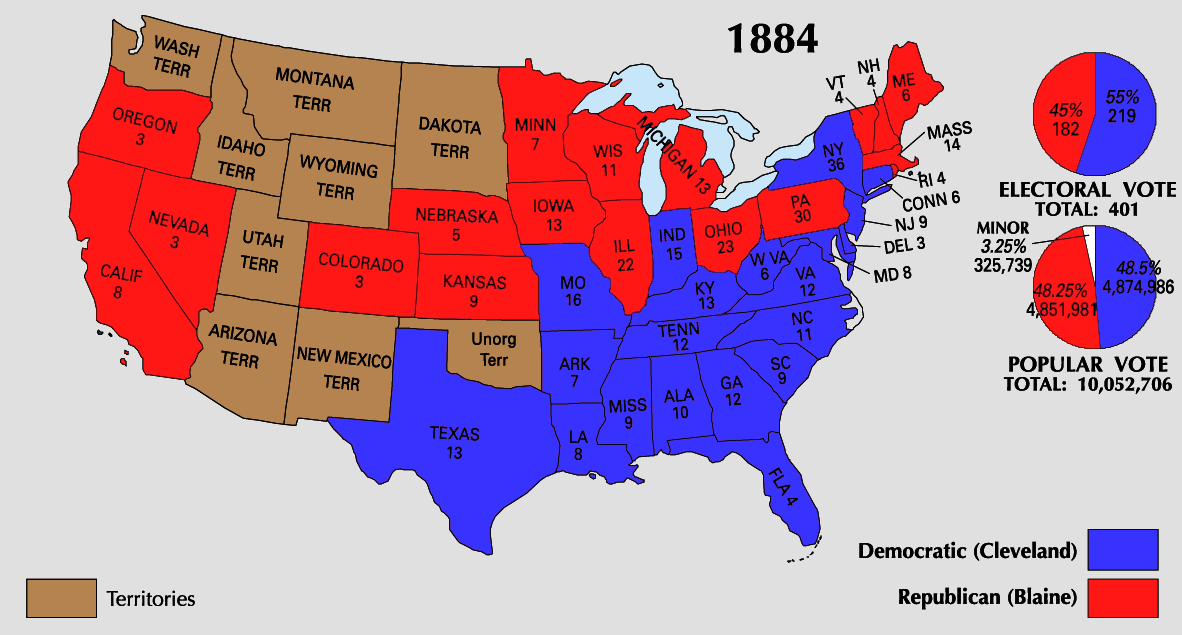
Ergebnisse der Präsidentschaftswahl 1884 im Überblick

Bei der Präsidentschaftswahl von 1884 wurde von einem Sieg Clevelands eine im Vergleich zu seinem republikanischen Vorgänger Chester A. Arthur deutlich veränderte Politik erwartet, insbesondere in Bezug auf die sich bildenden Monopole. Er selbst erklärte hingegen, dass auch ein Wechsel in der Regierung die „existierenden Konditionen“ nicht verändern werde. Gegen den Kandidaten der Republikaner, James G. Blaine, war er in mehrfacher Hinsicht im Vorteil. So hatte er durch sein Vorgehen gegen Korruption und politische Seilschaften wie Tammany Hall Rückhalt bei republikanischen und demokratischen Wählern der Mittelschicht gewonnen. Auch seine Reformen, die harte Arbeit, Effizienz und Leistung akzentuierten, sprachen diese Wählergruppe an. Als Gouverneur hatte er zudem große Chancen, den für eine Mehrheit im Electoral College wichtigen Bundesstaat New York zu gewinnen, da der traditionell demokratisch wählende Solid South allein dafür nicht ausreichend war. Des Weiteren hatte Blaine bei den Republikanern einen schweren Stand; insbesondere die Fraktion der Mugwumps, die Reformen anstrebte und Korruption in Politik und Wirtschaft beseitigen wollte, sympathisierte mit dem als moralisch integer geltenden Demokraten Cleveland.

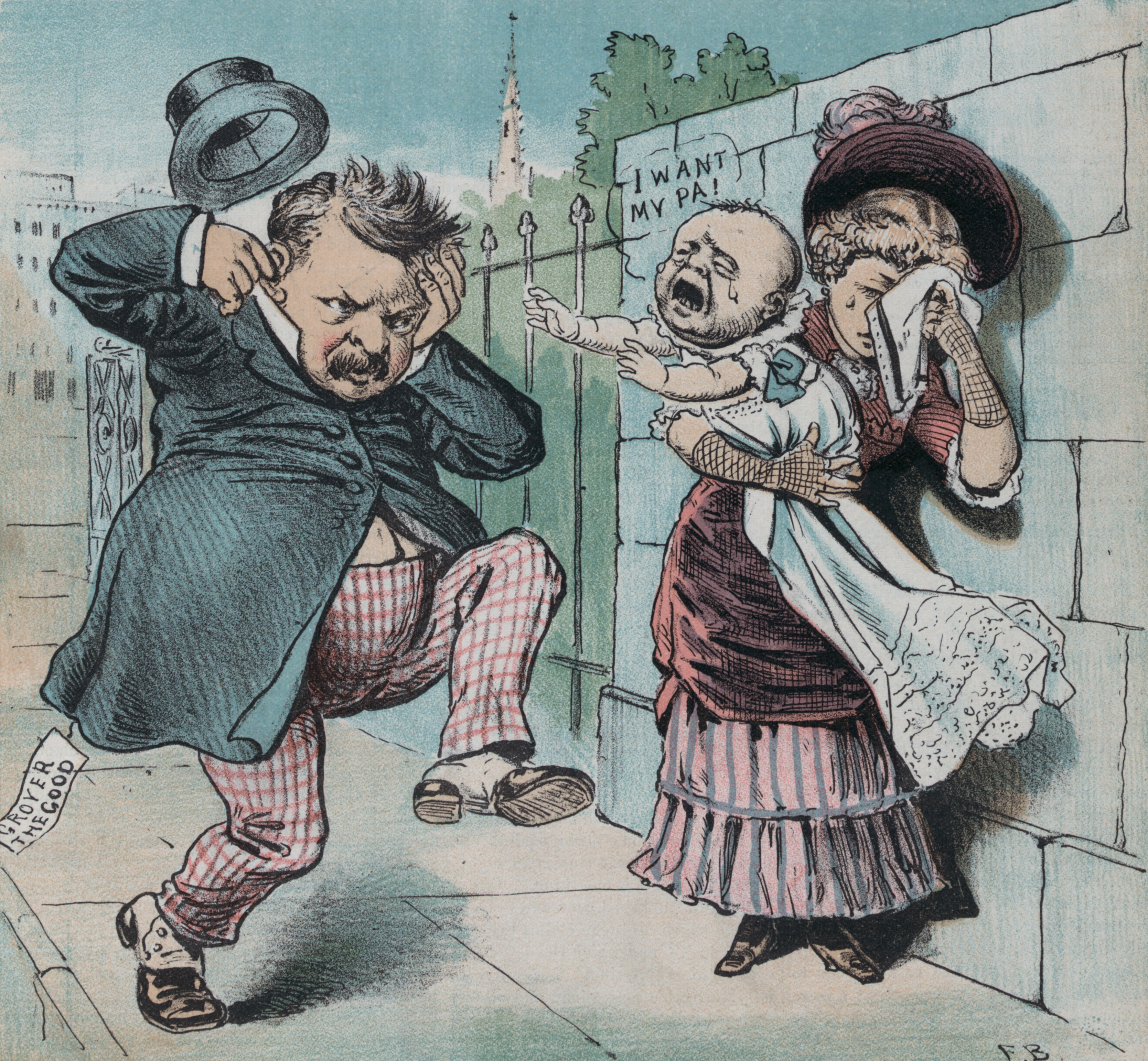
Eine Karikatur aus dem Satiremagazin Judge greift im Wahlkampf 1884 den Skandal um Clevelands uneheliche Vaterschaft auf.

Im Wahlkampf stellte Cleveland eine ehrliche und effiziente Staatsführung sowie die Notwendigkeit bundesstaatlicher Regulierung („corrective action“) in Aussicht. Blaine setzte dagegen auf eine Erhöhung der Schutzzölle und mehr staatliche Zurückhaltung („constructive action“). Die Demokraten bemühten sich, ihn als einen politisch unmoralischen Interessenvertreter der Großfinanz darzustellen, dessen Einfluss als Sprecher des US-Repräsentantenhauses auf die Bahngesellschaften in den 1870er Jahren sich für ihn ausgezahlt hatte. Cleveland hielt während des Wahlkampfes nur zwei Ansprachen, in denen er die Republikaner als korrupte und zügellose Amtsträger skizzierte, die sich den Interessen der Reichen unterwürfig andienten. Als bekannt wurde, dass Cleveland womöglich seit den frühen 1870er Jahren ein uneheliches Kind mit Maria C. Halpin hatte, wurde dies von der republikanischen Presse aufgegriffen und in einer populären Karikatur thematisiert. Anfänglich bezog Cleveland nicht selbst Stellung, sondern überließ dies seinen engsten Vertrauten. Er räumte ein, mit Halpin im Jahr 1874 eine sexuelle Beziehung gehabt zu haben. Obwohl auch andere, darunter der Partner in der Anwaltskanzlei, als Väter infrage kamen, war er damit einverstanden gewesen, den Jungen Oscar Folsom Cleveland zu nennen, ohne ihn damit offiziell zu legitimieren. Nach einer psychischen Erkrankung der Mutter wurde Oscar mit Clevelands Unterstützung adoptiert. Cleveland sah beide niemals wieder.
Der Wahlkampf von 1884, der vor allem um die moralische Integrität der beiden Kandidaten geführt wurde, gilt als einer der schmutzigsten der amerikanischen Geschichte. Am Ende siegte Cleveland bei der Präsidentschaftswahl mit einem Popular Vote von 48,5 Prozent und 219 Wahlmännern knapp über Blaine, der auf 48,2 Prozent und 182 Wahlmänner kam. In New York hatte er lediglich 1200 Stimmen mehr erhalten als Blaine. Bei einem anderen Ausgang in diesem Bundesstaat wäre Blaine Präsident geworden.
Mit dem Wahlsieg war Cleveland der einzige Demokrat, der in der 52-jährigen, von 1861 bis 1913 dauernden Ära der Dominanz der Republikaner ins Weiße Haus gewählt wurde. Der Demokrat Andrew Johnson war 1865 nach der Ermordung Lincolns lediglich ins Amt nachgerückt.

### Erste Präsidentschaft (1885–1889)

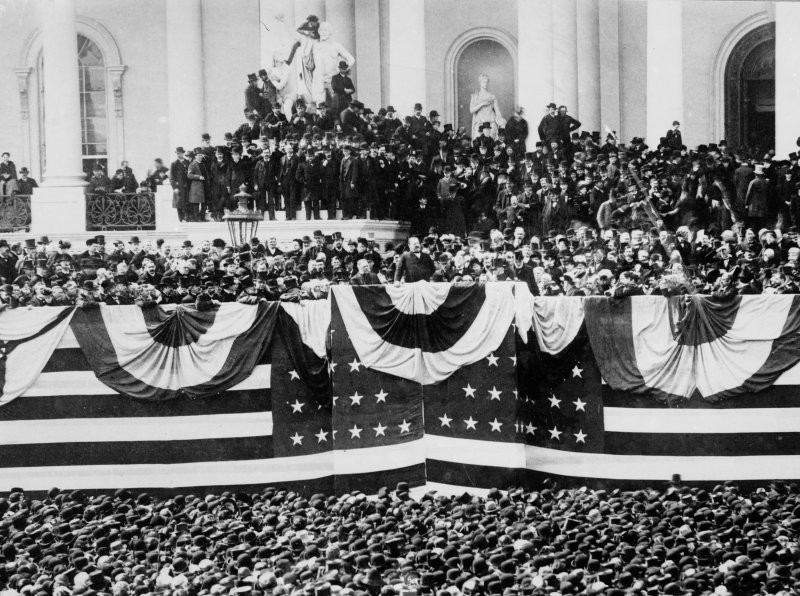
Feierlichkeiten zu Clevelands Vereidigung 1885

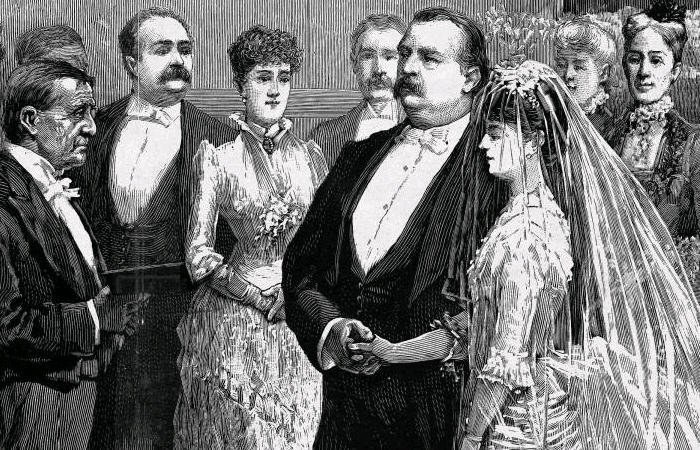
Hochzeit von Präsident Cleveland und Frances Folsom

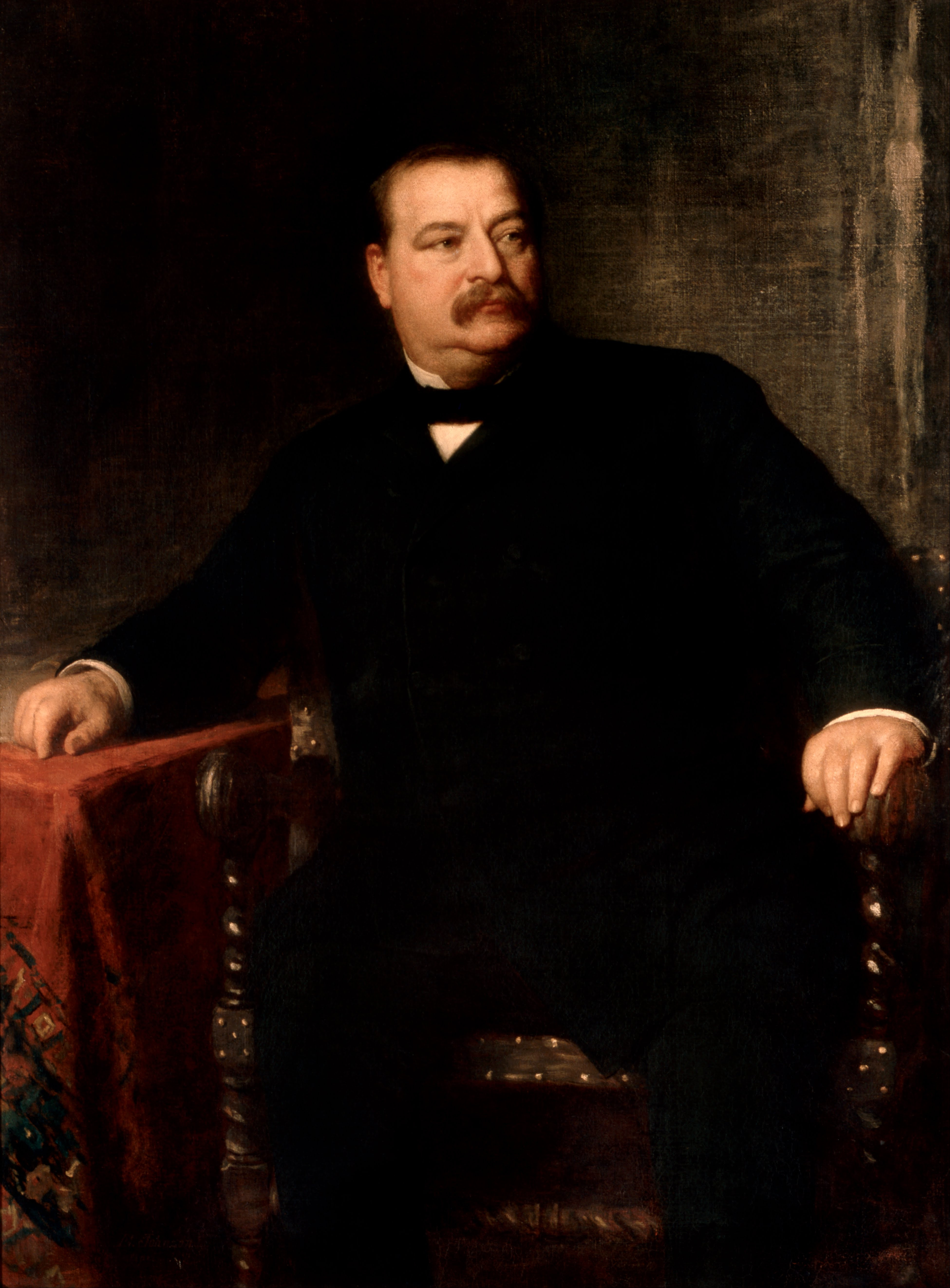
Offizielles Porträt im Weißen Haus, 1891 gemalt von Eastman Johnson

Cleveland wurde am 4. März 1885 als 22. Präsident der Vereinigten Staaten im Rahmen seiner Amtseinführung vor dem Kapitol vereidigt. Er war der erste demokratische Präsident seit dem Amerikanischen Bürgerkrieg und beendete 24 Jahre republikanischer Herrschaft über das Weiße Haus. Als bisher einziger Präsident hielt er die Rede zu seiner Amtseinführung in freier Rede. Die Hoffnung vieler Demokraten auf Patronage bei der Postenvergabe für die neue Administration im Rahmen des Spoils Systems enttäuschte Cleveland, da er sich hier weiterhin am Grundsatz von Offenheit und Effizienz orientierte. Er hielt sich pflichtbewusst an den Pendleton Act, der eine überparteiliche Kommission vorschrieb, die Kandidaten für Stellen im öffentlichen Dienst auswählte. Insgesamt bevorzugte er aber verdienstvolle Demokraten und beurlaubte gemäß dem Tenure of Office Act republikanische Bundesangestellte, um ihre Posten anderweitig zu vergeben. Der Auffassung der Republikaner, dass das Gesetz bei diesen Amtsenthebungen die Zustimmung des Kongresses vorschriebe, konnte Cleveland erfolgreich argumentativ begegnen. Mit öffentlicher Unterstützung erreichte er 1887 vom Kongress eine Aufhebung des Tenure of Office Act. Cleveland sah sich selbst nicht als einen aktivistischen Präsidenten und entwickelte wenige gesetzgeberische Initiativen, sondern bemühte sich, durch zielgenaue Personalauswahl die Effizienz der Bundesverwaltung zu erhöhen. Bei der Zusammenstellung des Kabinetts entschied er nach Qualifikation und delegierte seinem Führungsstil entsprechend die Entscheidungsverantwortung an die Minister, welche er vor allem als Ratgeber nutzte.
Bei den Gesetzen, die der US-Kongress während seiner ersten Amtszeit verabschiedete, spielte Cleveland bis auf wenige Ausnahmen eine untergeordnete Rolle. Sie beschränkte sich darauf, die öffentliche Meinung für die Vorhaben einzunehmen und die Gesetze durch seine Unterschrift anzunehmen. Mit dem Interstate Commerce Act wurde 1887 eine Bundesbehörde zur Regulierung des Eisenbahnverkehrs geschaffen. Es war die erste unabhängige Behörde auf Bundesebene. Der Presidential Succession Act von 1886 war ein neues Gesetz zur Nachfolge des Präsidenten und ersetzte diesbezüglich den Präsidenten pro tempore des Senats und den Sprecher des Repräsentantenhauses durch die Angehörigen des Kabinetts. Die letzte Änderung dieses Gesetzes war 1792 erfolgt. Der Dawes Act von 1887 garantierte den Indianern parzellierten Landbesitz und die Staatsbürgerschaft, wenn sie zu einem sesshaften und „zivilisierten“ Leben bereit waren. Der Hatch Act von 1887 subventionierte die Schaffung landwirtschaftlicher Versuchsstationen an entsprechenden universitären Forschungsinstituten.
Bedeutsamer für die Beurteilung der Präsidentschaft Clevelands sind jedoch die Gesetzesvorhaben, welche er mit seinem Veto verhinderte. Von diesem Recht machte er häufiger Gebrauch als alle vorherigen Präsidenten. So verhinderte er allein 228 Gesetzesvorschläge zur Regelung der Altersvorsorge von Veteranen des Amerikanischen Bürgerkriegs. Cleveland befürchtete in dieser Hinsicht unverhältnismäßig hohe Kostensteigerungen für die Bundesregierung und Betrug und Unaufrichtigkeit bei den Anspruchsberechtigten zu fördern. Da er in seinen Vetobegründungen konstruktive Kritik mitunter Gespött beimengte, irritierte er den Kongress und verärgerte die Veteranenorganisationen. 1887 legte er Einspruch gegen eine Katastrophenhilfe aus Bundesmitteln für von Dürre betroffene Farmer in Texas ein. Seiner Ansicht nach lag Unterstützung dieser Art nicht im Zuständigkeitsbereich der Bundesebene.
Die beiden Gesetzesinitiativen Clevelands verliefen wenig erfolgreich. Den Bland–Allison Act von 1878, der eine Abkehr vom Goldstandard und einen kontrollierten Bimetallismus, also die Prägung von Silbermünzen, vorsah, lehnte Cleveland ab. Er befürchtete durch diese Erhöhung der Geldmenge einen Vertrauensverlust in den US-Dollar auf Seiten der Gläubiger, womit er sich im Gegensatz zu dem Großteil seiner Wählerschaft befand. Bei der von Cleveland beabsichtigten Senkung der Schutzzölle standen die Demokraten jedoch hinter ihm. Aufgrund ineffektiver Führung und unzureichend dargelegter Vorschläge gelang es Cleveland weder den Bland–Allison Act außer Kraft zu setzen noch bedeutende Änderungen bei den Zolltarifen in seinem Sinne durchzusetzen.
Er weitete die Anzahl der Beamten beträchtlich aus und erhöhte die Effektivität der US-Verwaltung. In der Wirtschafts- und Sozialpolitik sprach Cleveland sich für den Goldstandard und eine weitgehende Zurückhaltung des Staates gegenüber den Unternehmen aus. In seiner ersten Amtszeit wurde 1886 die Freiheitsstatue in New York eingeweiht. Außenpolitisch wandte er sich gegen die geplante Annexion von Hawaii.
Als bislang einziger Präsident heiratete Cleveland während seiner Amtszeit im Weißen Haus. Zuvor hatte seine Schwester Rose Cleveland die Funktionen einer First Lady wahrgenommen. Am 2. Juni 1886 gab er im Weißen Haus seiner Frau Frances Folsom das Jawort. Das Ehepaar bekam in den Folgejahren drei Töchter und zwei Söhne, von denen die Tochter Esther als bislang einziges Präsidentenkind im Weißen Haus geboren wurde.

### Präsidentschaftswahl von 1888

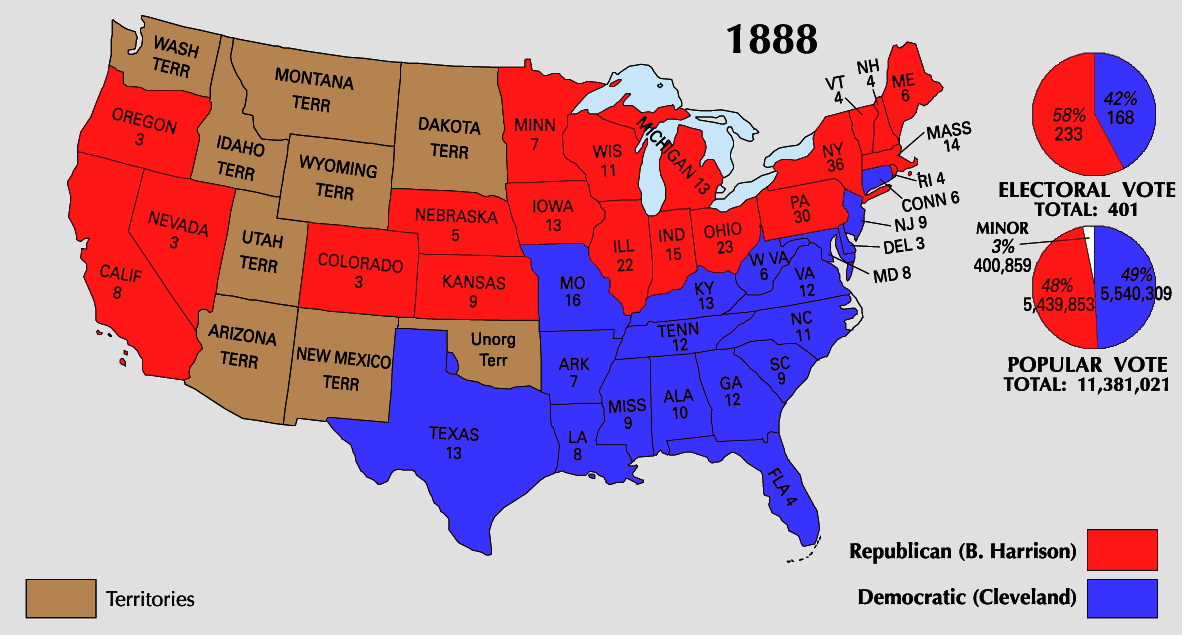
Ergebnisse der Präsidentschaftswahl 1888 im Überblick

In der Wahl von 1888 kandidierte Cleveland für eine zweite Amtszeit. Sein republikanischer Herausforderer wurde Benjamin Harrison. Obwohl er bei den Stimmen im Volk eine Mehrheit auf sich vereinte (48,6 gegenüber 47,8 Prozent), führte das Ergebnis im Wahlmännergremium zu einer Niederlage Clevelands. Da die von Harrison gewonnenen Staaten zumeist bevölkerungsreicher waren und damit mehr Elektoren stellten, ergab sich ein Ergebnis von 233 zu 168. Es war das zweite Mal in der amerikanischen Geschichte, dass ein Kandidat eine absolute Mehrheit im Wahlmännergremium hatte und damit Präsident wurde, obwohl er weniger Stimmen bei den Bürgern hatte als sein Gegenkandidat. Seither geschah dies nochmals in den Jahren 2000 und 2016. In Folge der Wahl musste Cleveland das Präsidentenamt an Harrison abgeben, der am 4. März 1889 vereidigt wurde.

### Präsidentschaftswahl von 1892

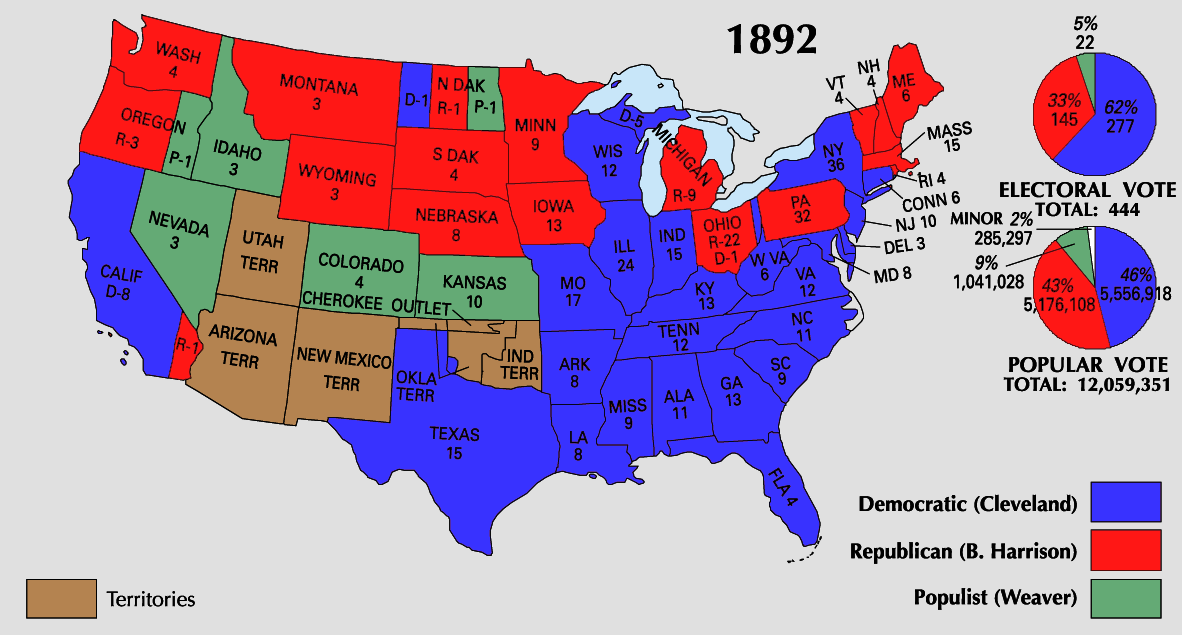
Ergebnisse der Präsidentschaftswahl 1892 im Überblick

Die demokratische Partei nominierte Cleveland für die Präsidentschaftswahl des Jahres 1892 erneut als Kandidaten. Die Wahl am 8. November 1892 konnte Cleveland dann gegen Präsident Harrison gewinnen. Er sicherte sich 46 Prozent der Stimmen, für Harrison sprachen sich 43 Prozent der Wähler aus. Auch im entscheidenden Wahlmännergremium errang er eine klare Mehrheit 277 gegenüber 145 Wahlmännern. Clevelands Running Mate und Vizepräsident während der zweiten Amtszeit war Adlai Ewing Stevenson.

### Zweite Präsidentschaft (1893–1897)
Nach gewonnener Wahl trat Cleveland zum zweiten Mal die Präsidentschaft an. Er war damit bis zur erneuten Amtseinführung von Donald Trump im Januar 2025 der einzige amerikanische Präsident, der das Präsidentenamt in zwei nicht unmittelbar aufeinander folgenden Amtsperioden ausübte. Kurz vor Amtsantritt brach eine Panik an den Märkten aus, welche eine jahrelange Depression und hohe Arbeitslosigkeit mit sich brachte. Cleveland sah sich gezwungen, schon vor Amtsantritt an der Abschaffung verschiedener Gesetze zu arbeiten, die die Grundlage für die Doppelwährung aus Gold- und Silbermünzen bildeten. Er sah in diesem Bimetallismus den Grund für die Panik und die Liquiditätskrise der Bundeskasse. Um einen Bankrott der Bundesregierung zu verhindern, nahm er Schulden auf.
Kurz nach Antritt seiner zweiten Amtszeit musste ihm ein krebsartiges Geschwür am harten Gaumen entfernt werden. Die Operation wurde geheim gehalten, um keinen Zweifel an seiner Gesundheit und Führungskraft aufkommen zu lassen. Sein Wahlversprechen, die Reform und Senkung der Einfuhrzölle, konnte er nur teilweise verwirklichen; und er musste dafür, in Anerkennung der finanziellen Nöte der Bundesregierung, der Einführung einer Erbschaftssteuer und einer progressiven Einkommensteuer zustimmen, welche später vom Obersten Gerichtshof der Vereinigten Staaten für verfassungswidrig erklärt wurde, was im weiteren Verlauf zur Annahme des sechzehnten Zusatzartikels der Verfassung führte.
Während seiner zweiten Amtszeit kam es bei den Kongresswahlen von 1894 zu einer der größten Machtverschiebungen überhaupt; die Republikaner konnten im Repräsentantenhaus mehr als 100 Mandate hinzugewinnen, da Cleveland und die Bourbon-Demokraten für die Depression verantwortlich gemacht wurden, womit letztere auch die Kontrolle über die demokratische Partei verloren, die später den Populisten William Jennings Bryan zur Präsidentschaft nominierte.
Er ließ die Armee gegen den von Lohnkürzungen während der Depression verursachten Pullman-Streik vorgehen.

### Letzte Jahre (1897–1908)
Nachdem Cleveland in der Präsidentschaftswahl 1896 keine weitere Amtszeit mehr angestrebt hatte, wurde er am 4. März 1897 von dem Republikaner William McKinley abgelöst.
1897 wurde Cleveland zum Mitglied der American Philosophical Society gewählt.
Er erlitt 1908 einen Herzanfall und starb am 24. Juni desselben Jahres. Begraben wurde er im Princeton Cemetery in Princeton, New Jersey.

## Nachleben

### Historische Bewertung
In der von Arthur M. Schlesinger, Sr. im Jahr 1948 erstmals durchgeführten und 1962 sowie 1996 durch seinen Sohn Arthur M. Schlesinger wiederholten systematischen Expertenbefragung zur Bewertung der Präsidentschaften landete Cleveland zuletzt in der dritten („Hoher Durchschnitt“) von sechs Kategorien, womit er sich in Gesellschaft von John Adams, John F. Kennedy und Lyndon B. Johnson befand. Bei einer anderen, seit 2000 mehrfach wiederholten Expertenbefragung auf C-SPAN erreichte Arthur Platzierungen von 17 bis 25.

### Ehrungen und Denkmäler

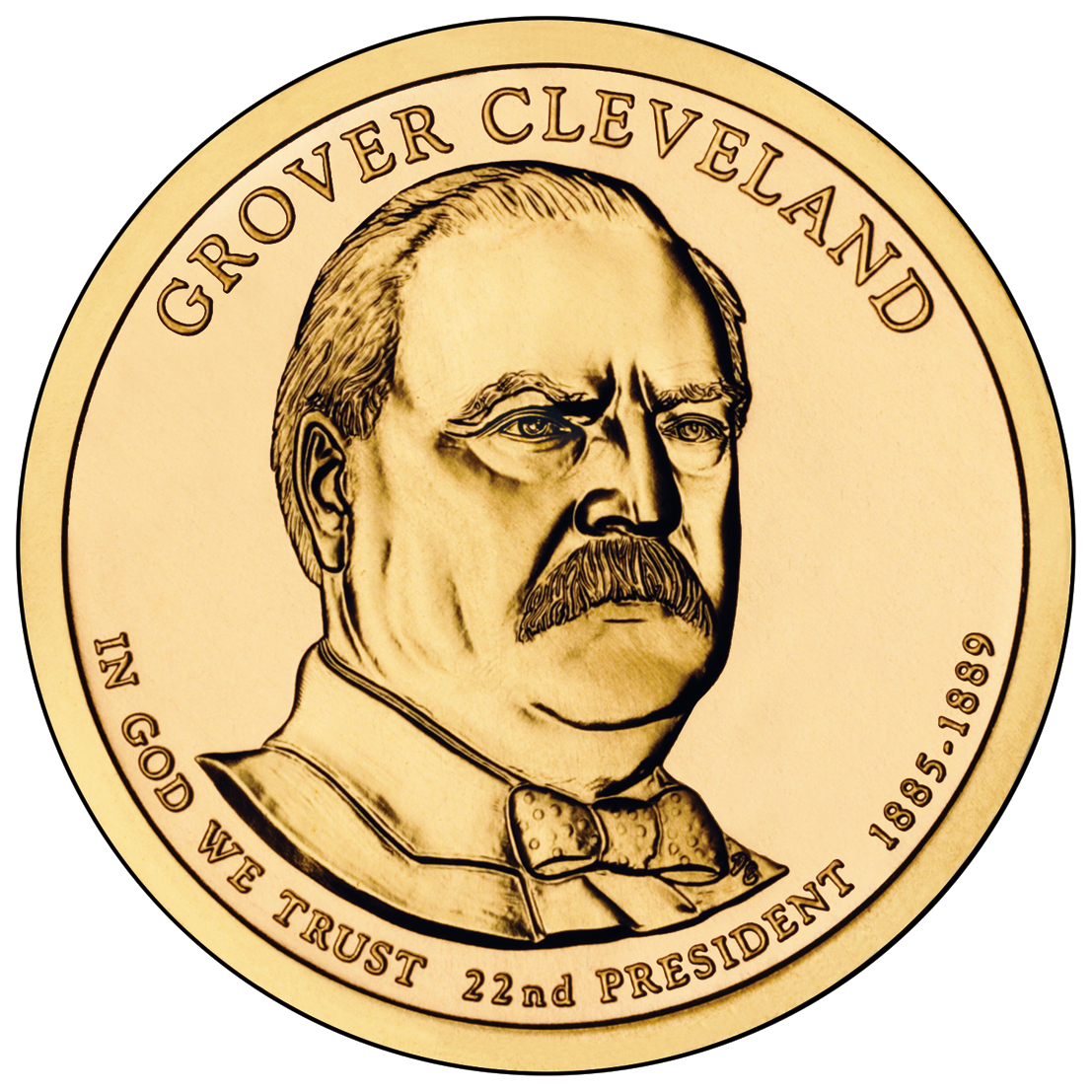
Präsidentendollar mit Cleveland-Motiv

Das Geburtshaus von Cleveland in Caldwell ist seit November 1977 unter der Bezeichnung Caldwell Presbyterian Church Manse im National Register of Historic Places („Nationales Verzeichnis historischer Orte“; NRHP) eingetragen. Ab dem Jahr 2012 wurden Präsidentendollars mit seinem Konterfei herausgegeben. Das Cleveland County in Arkansas und das in Oklahoma sind nach ihm benannt; hinzu kommen die Stadt Cleveland in Mississippi und der Mount Cleveland in Alaska. Die brasilianische Stadt Clevelândia trägt seinen Namen als Dank für seinen Schiedsspruch, mit dem 1895 der langschwelende Grenzstreit zwischen Brasilien und Argentinien (Palmas-Frage) beigelegt wurde.

## Werke
- Good Citizenship. Henry Altemus, 1908 Philadelphia, LCCN 08-021516.
- Fishing and Shooting Sketches. Outing, New York 1906, LCCN 06-035962.
- Presidential Problems. Century, New York 1904, LCCN 04-027679.